# Суперчетвёрка
Super 4 — франко-немецкий комедийный приключенческий мультсериал, созданный с помощью CGI-анимации. Показ начался в 2014 году, к 40-летию созданию игрушек Playmobil, которые вдохновили его создателей. В нём есть группа героев, которые защищают жителей разрозненных миров Кингсленда, Очарованного острова и города Барнаула от бедствий и врагов.
Сериал создан по заказу «Телевидения Франции», над его созданием работали Method Animation, Norman Studios, Vision Globale (1-й сезон), DQ Entertainment (2-й сезон) и Morgen Studios. Трансляция в августе 2014 года на французском языке; английский дубляж был сделан позже. Серия транслировалась по нескольким каналам по всему миру, таким как CITV в Великобритании и Minimax TV в Центральной Европе, а также синдицированный[что?] вещательный блок KidsClick с 1 июля 2017 года в Соединенных Штатах. В Российской Федерации этот мультсериал начали показывать 4 сентября 2017 года на телеканале «Карусель», а также покажут повторы серий с 14 декабря 2022 года на семейный федеральный телеканал Солнце (семейный телеканал)

## Сюжет
Сериал описывает историю четырёх друзей — рыцаря Алекса, пиратки Руби, агента Джина и феи Твинкл, которые ежедневно сражаются с силами зла, а также становятся на защиту правого дела, и появляются там, где грозит опасность.
Во втором сезоне появляется новая опасность, в лице инопланетян под названием Сайкронцы. В конце мультсериала Сайкронцы, со своим лидером, уменьшились до микроскопических размеров, а Акулья Борода и Доктор Х начали встречаться. 

## Персонажи

### Главные герои
- Агент Джин 120452 (анг. Agent Gene 120452) — Или просто Джин . Учёный и агент из города-острова Барнаул. Обладает высоким интеллектом (по его словам 180 IQ), гаджетами и машиной «Хамелеон». Ранее имел лучшего друга робота LL1(Лэнни). В более ранних эпизодах он показан холодным и невозмутимым, а иногда даже дерзким по отношению к своим друзьям. В более поздних эпизодах он показан как более неуклюжий в социальном плане, и ему трудно передать свои эмоции, поскольку он всегда хочет быть умным и логичным человеком. Из-за того, что Джин не проходил физических подготовок и он их не собирается проходить, в битвах он играет роль поддержки, используя голограммы и прочие изобретения. Также имеет особую черту характера — саркастичность (эта черта характера была подавлена во втором сезоне) и скептицизм (Джин не верит в существование магии даже не смотря на то, что тот дружит с феей Твинкл и неоднократно видел сказочных существ и действие самой магии), от чего тот иногда ссорится с Твинкл из-за различных интересов (Начиная с эпизода "Саботаж" Твинкл и Джин мирятся, прийдя к выводу, что их силы очень действенны в комбинации). Несмотря на то,что он довольно занудлив, он является объектом симпатий нескольких второстепенных персонажей женского пола. Он старается не выплескивать свои эмоции; Самый высокий в команде. Логический перфекционист.
- Твинкл Звездочка (анг. Twinkle Starglitter; английская игра слов, означающая — мерцающий звёздный блеск) — фея из волшебного острова. В некоторые моменты ведёт себя глупо (во втором сезоне она стала меньше глупить,также были намёки, что интеллект у Твинкл выше, чем кажется на первый взгляд), но может за себя постоять, как показано в некоторых сериях. Так как Твинкл вооружена только волшебной палочкой, она играет в битвах роль поддержки и атакующей одновременно, используя свои заклинания, которые зачастую могут сработать неправильно.Изгнана из острова из-за того, что превратила нечаянно королеву в лягушку. Самая низкая в команде. Знает язык мистерио. Несмотря на то, что она кажется полной противоположностью Джина, из всей команды она в какой-то степени понимает его научную позицию, хотя это не мешает им ссорится из-за разногласий в сфере магии, также Твинкл, не смотря на хорошую дружбу с Руби, иногда тоже в ней ссорится из-за её характера.
  - Пришелец — питомец Твинкл. Несмотря на имя, он не является инопланетным существом, на деле, он является выходцем из племени мистерио и имеет паранормальную способность предсказывать будущее. В битвах обычно не участвует, но иногда его кидают прямо к врагам или он, катаясь клубком, сбивает врагов с ног. Кажется с первого взгляда обычным животным, но  на деле он — интеллектуальное существо.
- Алекс/Принц Александр (анг. Alex/Prince Alexander) — принц Королевства. Очень хвастливый и храбрый. Несмотря на гордость, он очень доблестен. Его цель — защитить свой и чужие острова. В битвах использует свой меч, при этом он соблюдает кодекс чести рыцаря, от чего его движения и битвах ограниченны из-за моральных принципов. Постоянно берет лидерство на себя, но несмотря на это в серии «Вопреки гравитации» оказывается, что у супер 4 нет лидера (что делает Алекса неформальным лидером). Также Алекс, пусть и является стереотипным и рыцарем и принцем сразу, неплохо ладит со всеми членами команды, что делает его самым менее конфликтуемым персонажем, хотя он иногда мог раздражать своих друзей (Руби он раздражал хвастливостью в некоторых сериях, а Джину не нравится, как Алекс называет его изобретения, (он иногда нарукавный планшет Джина называет волшебным рукавом) а также ему не нравится то, что Алексу приходится многое объяснять (в серии «Четвёрка Джина» Джину пришлось объяснять Алексу, кто такие роботы, при этом, сравнивая их с рыцарями специально для того, чтобы Алекс понял), при этом конфликтов с Твинкл не наблюдается, что связано с тем, что она не желает лишний раз ссориться. Прыгает в окна.
- Руби (анг. Ruby) — пиратка с порохового острова. Очень импульсивная. Была воспитана Рубенсом. Ненавидит Акулью Бороду (хотя была его фанаткой). Обожает золото. Девушка Твинкл. Постоянно со всеми ссорится (чаще всего с Джином из-за маниакального желания поуправлять Хамелеоном самой (при этом, в большинстве случаев, если Руби достаётся управление, она чуть не разбивает Хамелеон в некоторых сериях, что делает нежелание Джина дать Руби поуправлять Хамелеоном логичным)). В битвах она использует свою саблю, унаследованной от Рубенса. Также она, в отличие от Алекса, не следует кодексам чести, от чего она с врагами разбирается моментально, не боясь даже бить в спину. Несмотря на то, что она — добрый персонаж, много хлопот команде представляет как раз пиратская натура Руби, из-за чего её могут обвинить в краже собственные друзья.

### Главные злодеи
- Сайкрониор VI (также известен как просто Сайкрониор) — главный злодей 2-го сезона. Страдает Комплексом Наполеона (возможно, даже пародия на него). Инопланетянин. Мечтает захватить планету. В итоге уменьшился до микроскопических размеров.
  - Сайкронцы — пришпешники Сайкрониора, которые фанатично ему поклоняются. Несмотря на высокую технологичную развитость, сайкронцы очень глупы и невнимательны.
  - Супериор — ранее обычный сайкронец, но усилился забрав силы Руби, Гарета, Магды, феи Донеллы и Мистерио-Шамана. Супер 4 победила его слабыми сторонами пиратов, рыцарей, учёных и фей. Пытался занять место Сайкрониора.
- Чёрный Барон — главный злодей 1-го сезона. Пытается постоянно захватить власть в Кингсленде разными способами:1. Путём свержения Короля. 2. Более мирным путём: похищения принцессы Леоноры и женитьбой на последней. Бывший Барон короля. Ему примерно 7 лет. 
  - Форшезак — колдун. Бывший придворный волшебник короля. Чаще всего появляется как самостоятельный антагонист, но в некоторых сериях показан как приспешник Чёрного Барона. Ненавидит по неизвестной причине фей (в том числе и Твинкл, называя её в серии «я здесь король» розовым комаром), но при этом пытается забрать их силы (в серии «Белый Кролик» хотел забрать силы Главной Феи). Во втором сезоне стал более нейтральным персонажем, а также его ненависть к феям перестала наблюдаться (в одной из серий он даже с Твинкл в карты играл). Также, несмотря на то, что Форшезак явно предавал Кендрика в некоторых эпизодах, было ясно показано, что Форшезак остался придворным волшебником короля (в некоторых сериях показано, что лаборатория Форшезака расположена прямо в замке Кендрика), а также он во втором сезоне стал более лояльным Кендрику (в серии «Самый быстрый» он помог Гарету в гонках, а в серии «Небо падает» он из лучших побуждений начал наводить панику в Кингсленде, заявляя об конце света)
  - Райпен — правая рука Чёрного Барона. Возможно был рыцарем короля. Слеп на один глаз. Очень жестокий, но не смеет поднять руку на леди. Считается правой рукой и выполняет всю грязную работу за Барона (в серии «Малыш Дракон» именно он шёл красть яйцо дракона, а в одной из серий он был временно превращен Форшезаком в дракона, чтобы совершить инсценированное нападение на Супер 4). Высокая вероятность, что он влюблен в Чёрного Барона.
  - Чёрный Колосс — лучший боец чёрного Барона, очень огромен. Возможно был паладином короля. Говорит грубым голосом (но разговаривает очень редко).
- Баба Кара — ведьма, очень жадная, злодейка как и Кингсленда, так и Волшебного острова. Мечтает заполучить Золотой Чайник. Возможно была феей. Имеет схожести с Малефисентой из-за своей причёски, а также её имя отсылает на Бабу Ягу
- Акулья Борода — пират, бывший любовник и заклятый враг Рубенса (хотя Рубенс первоначально был лучшим фехтовальщиком Акульей Бороды) и Руби. Состоит в полиаморных отношениях с другими пиратами.  Очень мало думает головой, из-за чего наступают серьёзные проблемы. Во втором сезоне становится нейтральным персонажем. В серии «Самый быстрый» был участником гонки.
- Рикки Риктус — главный злодей серии «Рикки Риктус». Злобный Эльф.
- Противоположности — клоны супер 4, их цветовая гама представлена в негативе. Были уничтожены Джином, позже вернулись, но были взятыми в плен племенем мистерио.
  - Противоположный Джин — противоположность Джина. В отличие от оригинала, глупый и не серьёзный (Эти черты характера стали заметны во втором сезоне).
  - Противоположная Твинкл — противоположность Твинкл. В отличие от оригинала, хитрая и злая.
  - Противоположный Алекс — противоположность Алекса. В отличие от оригинала, жадный и властный.
  - Противоположная Руби (Фанаты называют её Эмэлальд) — противоположность Руби.
- Главный Компьютер — главный(ая) антагонист(ка) (с персонажем связана большая половая проблема — в большинстве озвучек персонаж говорит женским голосом, но в французской этот персонаж говорит мужским) спецвыпуска «Джин — учёный из Барнаула». Бывший правитель супер техлогичного города. Сорвал(а) учёным и агентам, что за куполом города нет жизни. Боится попасть на свалку. Был(а) уничтожен(а) усилиями Джина и Ленни. Был(а) основан(а) на персонаже Большой Брат из романа 1984 (схожесть персонажей также подмечает Джин). Также поведение и внешний вид персонажа напоминает АВТО из мультфильма ВАЛЛ-И.
- Mindnet (от англ.mind — разум, буквально: разумная сеть) — система обороны Барнаула, созданная доктором X. Решила что главная проблема Барнаула — это люди, и выгнала их из города. Была уничтожена логической ошибкой, которую вызвал Джин. Пародия на Glados и skynet. Единственное появление «Mindnet».
- Фурии — агрессивная разновидность мистерио. Главные злодеи в эпизодах «Добро пожаловать в джунгли» и «Супер Рок». Их название образовано от английского слова «fury» — ярость.
  - Фурия-Шаман — выглядит как Мистерио-Шаман, только отличается от последнего лишней агрессивностью.

### Второстепенные персонажи
- Жители Барнаула (родной город Джина):
  - Доктор X (Профессор X) — единственный нейтральный персонаж сериала, который меняет мировоззрение постоянно. Изобретатель и новый мэр Барнаула  (первоначально был помощником Главного Компьютера), очень труслив, но добр.(Хотя зачастую завидлив) Он постоянно пытается произвести впечатление на главных героев, но постоянно терпит неудачи. Его изобретения часто сходят с ума, превращаясь во временных антагонистов. Вероятно страдает нарциссическим расстройством личности. В серии «Самый быстрый» был участником гонки.
  - Магда — новая помощница Доктора X во втором сезоне.В серии «Самый быстрый» была членом жюри.
  - Хьюстон и Даллас — помощники Доктора X в первом сезоне. Хьюстон — мужчина, Даллас — женщина. Возможно испытывают симпатию к друг другу. Их имена отсылают на одноимённые города в США.
  - Агент Франц 6969 — также просто Франц. Новый персонаж. Он появляется во втором сезоне. Поклонник Супер 4, в одной из серий путешествует с ними. Может копировать голоса кого угодно, даже врагов Супер 4, чем раздражает остальных. Отличается от большинства барнаульцев открытостью эмоций. В серии «Самый быстрый» был ведущим.
  - Роботы — устройства, ходящие по всему Барнаулу и выполняющие самые разные функции:
    - Робо-полиция Барнаула — роботизированные наряды полиции, созданные Доктором X. Охраняют город и нападают на нарушителей. Вооружены электрическими дубинками, которые работают только в руках роботов.
    - Чистюля — робот Доктора X, который запрограммирован на уборку. Самое постоянное изобретение Доктора X.
    - Неизвестный робот — робот который служил главному компьютеру. Очень похож на чистюлю (скорее всего прототип). Уничтожен феей Альбой. Единственное появление «Джин — учёный из Барнаула».
    - Супер Чистюля X — улучшенный Чистюля Доктором X. Требует очень много энергии (из-за чего он очень неудобен).
    - LL1(также известен как Леннин) — старый друг Джина и его робот. Появился только в спецвыпуске «Джин — учёный из Барнаула». Любит когда его хвалят. Пожертвовал своим телом для спасения Барнаула. Сейчас живёт в главной системе Барнаула. Больше нигде не появлялся.
- Жители Кингсленда (родное королевство Алекса):
  - Король Кендрик (Генрих) — Отец Алекса и Леоноры, король Королевства, очень добрый и иногда глупый. Ранее Чёрный Барон и Форшезак были его союзниками, но потом они его предали. Хранит золотой чайник, который постоянно пытаются украсть злодеи. В серии «Самый быстрый» был членом жюри.
  - Принцесса Леонора — сестра Алекса и дочь Кендрика. Черный Барон хочет жениться на ней, дабы заполучить власть. Иногда завидует своему брату Алексу, что у него есть приключения.
  - Сэр Гарет (В дубляже ошибочно Гарольд) — правая рука короля. Постоянно даёт совету глупому и рассеянному Кендрику. Бесит трусливость сера Арчибальта. Был учителем Алекса. Имеет напряжённые отношения с Алексом, что связано с тем, что Алекс постоянно сбегал с уроков Гарета. Член королевской свиты, наряду с Арчибальтом и Форшезаком. Несмотря на то, что Форшезак очень часто выступает как антагонист, в серии «Самый Быстрый» Гарет заявил, что он попросил Форшезака ему сварить зелье, чтобы его конь умел летать, что указывает на то, что Гарет не считает Форшезака предателем. При этом, Гарет явно ненавидит Чёрного Барона и пиратов, что ярко было выражено в «Руби — королева морей». В серии «Самый быстрый» был участником гонки.
  - Сэр Арчибальт — один из рыцарей короля. Несмотря на звание очень труслив и боится всего на свете. Член королевской свиты, наряду с Гаретом и Форшезаком.
  - Сэр Ульф — очень старый и уважаемый рыцарь короля. В спецвыпуске «Руби — королева морей» помогал Руби. В остальных сериях появлялся как фоновый персонаж. Несмотря на высокое звание, он не является членом королевской свиты.
  - Драконы — огнедышащие ящерообразные существа. Проживают на огненной горе. Атакуют зачастую только на провокации или же плохого настроения.
    - Дракон-Мать — появляется в «Джин — учёный из Барнаула» и «Малыш Дракон». Постоянно теряет своего ребёнка, но его матери постоянно возвращает Джин.
    - Рудольф — домашний дракон Руби. Единственное появление «Руби — королева морей».
    - Гэри — домашний дракон эльфа по имени Гайгегс, который охранял его горшок, был побит Форшезаком из-за испуга.
- Жители Зачарованного острова (родной остров Твинкл):
  - Феи — существа, выглядящие как девушки с крыльями насекомых, обладающие магической силой, при лишении крыльев и волшебной палочки становятся ведьмами.
    - Королева Фей — нейтральный персонаж, правитель зачарованного острова. Из-за ошибки Твинкл, была превращена частично в лягушку, от чего Королева сильно разозлилась на Твинкл и прогнала её с острова (также она хотела лишить Твинкл волшебной палочки и крыльев, от чего бы Твинкл превратилась в ведьму, но её от такой участи спас Алекс). Очень эгоистичная и сварливая. В серии «Романтика опала» влюбилась в Доктора Икс, и они даже планировали пожениться, но из-за того, что Супер 4 использовала магический опал Королевы для победы над Бабой Карой, Королева подумала на Доктора, и они поссорились, разорвав отношения. Первая по могуществу Фея (Главная Фея же второй по могуществу назвала Твинкл). В серии «Самый быстрый» должна была участвовать в гонке, но её сайкронцы заперли в шкафу, а вместо Королевы в гонке участвовал шпион.
    - Главная Фея — старейшина зачарованного острова, близкий подчинённый Королевы. Умеет колдовать без волшебной палочки. Несмотря на негативное отношение Королевы к Твинкл, Главная Фея к героине относится положительно и даже помогала ей в некоторых сериях. Возможно, Твинкл была её ученицей, учитывая тот факт, что они глубоко знакомы. В серии «Самый быстрый» была членом жюри.
    - Лорелла, Розальба и Донелла — свита Королевы, негласным лидером которого является Лорелла. Лорелла известна своей эгоистичностью, при этом, Розальба и Донелла более дружелюбнее, чем Лорелла. Донелла сыграла ключевую роль в серии «Супериор», где она помогала Твинкл сражаться с сайкронцами.
    - Аннабель — второстепенный персонаж. Появляется в «Джин — учёный из Барнаула», как сюжетный персонаж, в остальных сериях появляется фоном. Имеет растрёпанные блондинистые волосы.
    - Изабелла — второстепенный персонаж. Появляется сюжетно только в «Повелительница Единорогов», в остальном сериале появляется редко и только в качестве фонового персонажа.

  - Тролли — нейтральные персонажи (чаще всего антагонисты). Раса существ, похожих на высоких, сильных, зелёных людей.
    - Обычные тролли — появляются в сериале чаще всего. Имеют антагонические роли. Склонны к людоедству.
    - Маленький Тролль/Тролль-Гигант — положительный персонаж, был заточен Чёрным Бароном в картине и уменьшен, но встретил Джина и Твинкл (которых тоже заточили в картину), которые ему помогли выбраться и стать даже огромным, также указав на Чёрного Барона, как виновника его заточения, от чего тот начал погоню за Бароном.
    - Тролль с перхотью на плечах — нейтральный персонаж. Появился только в серии «золотая волшебная палочка». Его перхоть нужна была Джину для заклинания Твинкл (которое превратило бы королеву фей обратно в фею). Был побеждён хитростью Джина и Пришельца.
    - Людоед — положительный персонаж (ранее отрицательный). Появился в серии «голод не тётка». Отличается от остальных троллей своим размером, «смугловатостью», и рогом на лбу. Раннее хотел съесть главных героев, но после того как его научили готовить, он с ними подружился и даже помог им в драке с Чёрным Бароном.
    - Тролли-помощники — нейтральные персонажи, появились только в серии «Начало, часть вторая». Помогали Королеве Фей ловить Твинкл, которая превратила Королеву в лягушку.

  - Эльфы — могущественная раса существ, похожих на капли воды разных цветов. Несмотря на могущество, эльфы наивно глупы и редко различают врага от Союзника (исключение — Рикки Риктус, которого в сериале показали как злобного и хитрого). Цвета Эльфов являются разными оттенками зелёного (за исключением Флоппи, который голубой и Рикки Риктуса, чей цвет близок к жёлтому)
    - Флоппи — эльф голубого цвета. По характеру типичный эльф: по детски наивен, воспринимает всё на самом деле. Первое появление «ваше желание закон».
    - Гайгегс — эльф-лепрекон, который имел горшок с золотом на конце радуги. Его горшок случайно разбил Форшезак, когда решил взять оттуда золото, но Гайгегс подумал это на Рок Брока и объявляет охоту на него. Появлялся только в серии «Разыскивается Рок Брок».
- Жители Затерянного Мира:
  - Рок Брок — авантюрист неизвестного происхождения (некоторые предполагают, что он — отщепенец Барнаула). Появляется во втором сезоне. Имеет черный бумер почти всегда поёт «Рок Брок - супер герой могучий». Единственный человек, который проживает в Затерянном Мире. В серии «Самый быстрый» был участником гонки.
  - Велоцирапторы — жители потерянного мира. Наравне с мистерио, Велоцирапторы самые распространенные жители затерянного мира. К главным героям относятся нейтрально. Любопытны (в конце 2 сезона один велоцираптор из любопытства, случайно уменьшил Сайкроиниора). В отличие от реальных велоцирапторов, здесь они больше и без перьев.
  - Тираннозавр рекс — огромный теропод. Главный злодей спецвыпуска «начало». Терроризировал затерянный мир Пришельца.
  - Мистерио — единственные цивилизованные существа в затерянном мире. Похожи на маленьких людей с широкой головой, с длинными ушами, и синей шерстью на всём теле(хотя у некоторых шерсть бывает фиолетовая). Их название образовано от английского слова «mistery» — тайна.
    - Мистерио-Шаман — предводитель мистерио, выглядит как Пришелец, только шерсть у него фиолетовая, он носит лиственную шляпу и ходит с тростью. Чаще всего показан без эмоций, хотя также он может выразить недовольство или гнев. Умеет левитировать. Первоначально был показан в «Пророчество» как главный антагонист серии, хотя в следующих сериях он был показан положительным персонажем. В серии «Самый быстрый» был участником гонки.

  - Гориллус Гигантикус/Гигантская Горилла — проживающие в затерянном мире гориллы крупных размеров. Их размер может быть разным, зачастую они чуть больше человека (в заставке второго сезона же можно было увидеть гориллу размером с вездеход Рок Брока).

## Локации

### Барнаул
ПравительДоктор X
Барнаул (анг. Barnaul, от др. -греч. τέχνη — искусство (в современном значении техно используется для обозначения технологий) и πόλις — город) — город и одновременно остров поблизости от Порохового Острова и неподалёку от Кингсленда. Здесь правит технократия. Город населяют учёные, агенты и роботы, последние исполняют роль помощников и полиции. В Барнауле одна система — кто умнее, тот и прав. Но так как Барнаулом правит завидливый Доктор X, он постоянно пытается доказать, что он самый умный в городе (хотя это далеко не так). Город окружён куполом, который заканчивается в центре города, переходя в крышу башни Доктора X, где закреплена огромная антенна с неизвестным предназначением. У жителей города не велик выбор в одежде — либо строгие чёрные костюмы, либо белые халаты, либо белая одежда с жилетами. Самый высокоразвитый остров в мультсериале.

### Зачарованный Остров
ПравительКоролева Фей
Зачарованный Остров (анг. Enchanted Island) — остров, который находится очень близко к Кингсленду (острова находятся настолько близко, что их соединяет мост) и неподалёку от Порохового Острова и Затерянного Мира. Здесь правит монархия. Остров состоит из чудесного ландшафта и прекрасных видов на природу. Остров населяют волшебные существа — феи, ведьмы, тролли, эльфы и единороги. Феи проживают в дворце, который находится в центре острова и дворцом правит Королева Фей, у которой характер имеет много сходств с характером Доктора X. За пределами дворца находится Зачарованный Лес, который населяют ведьмы (которые являются феями в изгнании) и эльфы — могущественные существа. Также в одном из участков острова есть пещера троллей, вход в которую является рёберными костями неизвестного гигантского существа. А в самой пещере также можно найти чьи-то кости и алмазы. Тролли и ведьмы зачастую конфликтуют со своими соседями, только если первые конфликтуют случайно или же по желанию поесть, последние же делают все намерено (ведьмы специально охотятся на эльфов из-за их могущества, а также они держат обиду на фей из-за изгнания, от чего ведьмы пытаются постоянно отомстить своим бывшим подругам). Сам же дворец имеет сложную структуру из комнат, в каждой которой проживает какая-то одна фея. Самыми важными комнатами в дворце являются тронный зал, где находится Королева Фей и комната Главной Феи, где хранится книга заклинаний, без которой феи не смогут колдовать. Остров чуть более развит, чем Кингсленд (культура у фей похожа на эпоху позднего романтизма), но менее развит, чем Пороховой Остров.

### Кингсленд
ПравительКороль Кендрик
Кингсленд (анг. Kingsland — земля королей), также Королевство и Средневековия — остров и одновременно государство, расположенное очень близко к Зачарованному Острову и неподалёку от Порохового Острова и Барнаула. Здесь правит монархия. Остров в основном состоит из леса. Неподалёку от моста, ведущего на Зачарованный Остров находится замок короля Кендрика, в котором проживают рыцари, Форшезак и сам король со своими детьми — Алексом и Леонорой, а также в замке находится легендарный Золотой Чайник. Также в другой части острова находится замок Чёрного Барона, где проживает сам Чёрный Барон, вместе с рыцарями-предателями, среди которых есть Райпен и Чёрный Колосс. В лесу Кингсленда находится святыня Меча Силы, а также в лес время от времени заходят тролли через мост. Также в Кингсленде находится огненная гора, где проживают драконы и эльф по имени Гайгегс, который охраняет горшок, который умеет делать радугу. На фоне Зачарованного Острова, Порохового Острова и Барнаула Кингсленд выглядит очень не развитым, при этом, остров более цивиливизован, чем Затерянный Мир.

### Пороховой Остров
Правительтехнически, Акулья Борода
Пороховой Остров (анг. Gunpowder Island) — остров (на самом деле — вулкан посреди океана), который находится между Кингслендом и Барнаулом. Остров имеет полутропический климат. На подножии вулкана находится пиратская бухта, негласным лидером которой является Акулья Борода. Борода вместе со своей командой постоянно идёт грабить чужие острова (зачастую Кингсленд, гораздо реже Зачарованный Остров и Барнаул). Остров более развит, чем Кингсленд (использование порохового оружия), но при этом гораздо сильно отстаёт от Барнаула.

### Затерянный Мир
Правительотсутствует
Затерянный Мир (анг. Lost World) — остров, который находится далеко от большинства других островов, зато имеет небольшую близость с Зачарованным Островом. Долгое время считался мифическим в Кингсленде, пока Алекс не нашёл пришельца. Остров населяют динозавры (а именно — Тираннозавр и велоцирапторы), птерозавры, обезьяны, гигантские гориллы и племена мистерио и фурий (также помимо этих существ, в Затерянном Мире живёт авантюрист по имени Рок Брок)). Остров очень загадочен своим происхождением и артефактами. Именно в Затерянном Мире покоится дух Первой Феи и находится Сердце Мира, без которого в мире наступает хаос. На острове зачастую происходит вражда между фуриями и мистерио, а также иногда гигантские гориллы и Тираннозавр терроризируют остров (иногда к ним присоединяются велоцирапторы и/или фурии). Остров иногда бывает окружён зелёным туманом. Этот остров считается самым неразвитым по причине того, что мистерио и фурии имеют уровень развития племени и дальше не развиваются.

## Playmobil наборы
В 2015 году были выпущены следующие комплекты Playmobil, связанные с сериалом
- Shark Beard Playset — включает в себя фигурку Акульей Бороды. Выпущен 4 июня 2015 года.
- Skyjet Play Set — включает в себя Скайджет. Выпущен 4 июня 2015 года.
- Pirate Cave Play Set — Включает в себя пирата. Выпущен 4 июня 2015 года.
- Black Colossus Playset — включает в себя фигурку колосса. Выпущен 4 июня 2015 года.
- Cleano Robot Playset — включает в себя Чистюлю (изобретение доктора X) и фигурку Акульей Бороды. Выпущен 4 августа 2015 года.
- Royal Guard Sir Ulf PlaySet — включает в себя сэра Ульфа из королевской гвардии. Выпущен 4 августа 2015 года.
- Jousting Rypan Guardian of The Black Baron Play Set — включает в себя стража Чёрного Барона и лошадь. Выпущен 4 августа 2015 года.
- Lost Island с Alien Raptor Play Set — Включает в себя исследователя, велоцираптора и пришельца. Выпущен 4 августа 2015 года.
- Doctor X Play Set — включает в себя Доктора X. Выпущен 4 августа 2015 года.
- Musical Flower Tower with Twinkle Playset — включает в себя Твинкл, фею и единорога. Вышел 21 сентября 2015 года.
- Take Along Black Baron’s Castle Play Set — включает 3 рыцарей и лошадь. Вышел 21 сентября 2015 года.
- Camouflage Pirate Fort Playset — включает в себя Руби и Акулью Бороду. Вышел 21 сентября 2015 года.
- Chameleon Command Vehicle Play Set — включает в себя Джина. Вышел 21 сентября 2015 года.
- Royal Tribune с Alex Play Set — Включает короля, Алекса и рыцаря. Вышел 21 сентября 2015 года.

## Список серий

### 1. День Уборки
Протангонист серииАлекс
Антагонист серииАкулья Борода
Супер4 отправляется в родной город Джина  Барнаул чинить Хамелеон, как раз к этому времени правитель Барнаула Доктор X изобретает робота-уборщика Чистюлю. Но Акулья Борода видит в Чистюле выгодную военную мощь и собирается украсть его.

### 2. Укротители Драконов
Протангонист серииАлекс
Антагонист серииАкулья Борода
На Кингсленд нападают драконы, от чего отец Алекса Кендрик решает отдать драконам легендарный золотой чайник. Джин же подозревает, что «драконы», которые напали на Кингсленд, вовсе не являются драконами.

### 3. Я здесь король
Протангонист серииАлекс
Антагонист серииФоршезак
Супер4 ловит колдуна-предателя Форшезака за попыткой насолить феям, король Кендрик садит Форшезака в темницу. Только никто не подозревает, что перед тем, как Форшезака посадили в темницу, он успел поменяться телами с королём, отчего, истинный король сейчас в темнице, а преступник на троне.

### 4. Четвёрка Джина
Протангонист серииДжин
Антагонист серииДоктор X
Руби случайно пробивает топливный бак Хамелеона, а топлива запасного у Джина нет, так как запасную канистру украл Доктор X из-за зависти (топливо было изобретено лично Джином). От чего Супер4 приходится идти на решительные меры: осаждать башню Доктора X, для того, чтобы забрать топливо, только вот малоразвитые в техническом плане друзья Джина не знают, что таит в себе высокоразвитый Барнаул и даже понятия не имеют, кто такие роботы.

### 5. MindNet
Протангонист серииДжин
Антагонист серииMindNet
Твинкл смотря на закат над морем решает спросить, почему это красиво у Джина, но Джин не смог дать нужный ответ Твинкл. Тем временем Доктор X изобретает идеальный по его мнению компьютер под названием MindNet и просит у компьютера решить главную проблему Барнаула. В ответ на что MindNet решает, что главная проблема Барнаула — люди и выгоняет всех людей с Барнаула, включая Доктора X. Единственные люди, которые остались в Барнауле — это Супер4 и теперь их задачей является уничтожение сумасшедшего компьютера, во чтобы это не стало.

### 6. Свадьба Принцессы
Протангонист серииАлекс
Антагонист серииЧёрный Барон и Баба Кара
Баба Кара по велению Чёрного Барона заколдовывает сестру Алекса принцессу Леонору, заставляя её влюбиться в Барона и хотеть выйти за него замуж, от чего бы Барон в случае смерти Кендрика стал бы новым королём. Супер4 и особенно Алекс не хотят, чтобы свадьба случилась и пытаются расколдовать Леонору любой ценой.

### 7. Большой Гонг
Протангонист серииТвинкл
Антагонист серииотсутствует, технически Доктор X
Доктор X крадёт волшебную палочку Твинкл и обезьяну, специально для зоопарка, заставляя от магии палочки обезьяну стать большой. От чего большая обезьяна похищает Твинкл и начинает лезть на башню Доктора X.

### 8. Малыш Дракон
Протангонист серииДжин
Антагонист серииЧёрный Барон и Райпен
Райпен по приказу Чёрного Барона пытается украсть яйцо дракона, чтобы потом Барон вырастил послушного дракона и напал бы на Кингсленд. Но Супер4 останавливает Райпена, от чего яйцо вылупляется в руках Джина и дракончик начинает считать агента своей мамой. В то же время как Алекс, Руби и Твинкл отбиваются от армии Чёрного Барона, Джин будет доставлять малыша к настоящей маме, иначе та от гнева может сильно разозлиться и напасть на кого угодно. При этом Джин же начинает проникаться родительскими чувствами к малышу.

### 9. Великий Вызов
Протангонист серииАлекс
Антагонист серииЧёрный Барон и Форшезак
Начинается рыцарский турнир и Чёрный Барон, пытаясь победить Алекса идёт на нечестные меры — он заставляет Форшезака Алекса уменьшить, а самого Барона увеличить. При этом Алекс, не смотря на свой размер, все равно будет участвовать в турнире и никакие Барон и Форшезак его не остановят.

### 10. Вперёд, Руби
Протангонист серииРуби
Антагонист серииДоктор X
Руби собирается выиграть ежегодную гонку Барнаула, при этом правитель Барнаула, Доктор X, сам желает победить. 

### 11. Песня аиста
Протангонист серииРуби
Антагонист серииЧёрный Барон, Чёрный Колосс и Форшезак
Форшезак по просьбе Чёрного Барона варит любовное зелье, чтобы принцесса Леонора влюбилась в Барона. Но колдун использует при готовке зелья вместо песни аиста воронье карканье, от чего Леонора превращается в любовного зомби, и каждый, кого она обнимет, станет тем же любовным зомби. Тем временем, ничего не подозревающая Супер4 приезжает в Кингсленд по причине дня рождения короля Кендрика.

### 12. Замок с привидениями
Протангонист серииРуби
Антагонист серииДоктор X
Доктор X приезжает в Кингсленд на ночёвку, при этом Супер4 подозревают в действиях правителя Барнаула что-то неладное. Внезапно, на ту же ночь, Гарет и Арчибальт находят в замке Кингсленда настоящее (или же нет?) привидение.

### 13. Неприятности в башне
Протангонист серииАлекс
Антагонист серииЧёрный Барон и Чёрный Колосс
Принцесса Леонора внезапно пропадает из отчего дома и её брат Алекс подозревает, что её похитил Чёрный Барон. Когда Супер4 приезжает к башне Чёрного Барона, Твинкл случайно катапультирует Руби прямо к Барону, а также выясняется, что Леонору не похищали. Алексу, Твинкл, Пришельцу, Джину и Леоноре приходится проникать в башню Чёрного Барона, чтобы спасти Руби. Но на пути героям встретится не только злой Барон, но и его лучший, пусть и не поворотливый, боец — Чёрный Колосс

### 14. Туман над Королевством
Протангонист серииАлекс
Антагонист серииАкулья Борода
Король Кендрик объявляет рыцарский турнир, но внезапно замок окружает туман и оттуда доносятся страшные звуки. Все считают, что это все призраки, но скептичный Джин не хочет верить в это и Супер4 решает как-то решить проблему

### 15. Руби — королева морей, часть первая
Протангонист серииРуби
Антагонист серииАкулья Борода
Серия происходит до основных действий сериала.
Однажды пират Рубенс с другими двумя пиратами находит в море корзину с ребёнком и между пиратами начинается делёжка, кто будет ребёнка воспитывать. Но как только обнаруживается, что ребёнок — девочка, все пираты, кроме Рубенса отступают. Рубенсу приходится бросить пиратство и он начинает растить девочку по имени Руби в своей таверне. При этом, Руби не смотря на что, пытается стать пираткой, вдохновляясь рассказами Акульей Бороды.

### 16. Руби — королева морей, часть вторая
Протангонист серииРуби
Антагонист серииотсутствует, технически Сэр Ульф
Акулья Борода хватает Рубенса в плен и просит Руби дать ему золото в обмен на приёмного отца. Руби же находит башню старого рыцаря Сэра Ульфа, который проводит испытание, наградой которого является — сокровище. Руби придётся пройти множество испытаний, где в конце ей придётся сразится с Сэром Ульфом.

### 17. Руби — королева морей, часть третья
Протангонист серииРуби
Антагонист серииЧёрный Барон и Райпен
Как только Руби прошла все испытания, оказалось, что у Сэра Ульфа не было никаких сокровищ, но тот, видя в пиратке потенциал, предлагает ей становится его оруженосцем, и после долгих тренировок Ульф даст Руби награду в качестве мешочка золотых монет. При этом, Руби хочет подставить Чёрный Барон, который планирует вместе с Райпеном ограбить Кендрика.

### 18. Руби — королева морей, часть четвёртая
Протангонист серииРуби
Антагонист серииАкулья Борода
Руби вместе с новым питомцем — драконом по имени Рудольф отправляется на пороховой остров вызволять своего приёмного отца Рубенса, при этом, по дороге Руби находит саблю, на которой выгриревенно имя «Рубенс»…

### 19. Спасение Принца Александра
Протангонист серииАлекс
Антагонист серииБаба Кара
Ведьма Баба Кара крадёт Алекса для шантажа его друзей и отца, чтобы ей отдали золотой чайник, который по легендам, имеет магическую силу. У Джина, Руби и Твинкл наступает дилемма решений — либо ограбить короля и спасти друга, либо оставить чайник в покое, но а друга в плену.

### 20. Почётный Конвой
Протангонист серииАлекс
Антагонист серииЧёрный Барон
Супер 4 идут за мечом силы, который по традиции должен над замком поднять отец Алекса Кенрик. При этом, к четвёрке присоединяется Чёрный барон, который заявляет, что он исправился. Но что же на самом деле задумал подлый враг короля?

### 21. Операция Разбойников
Протангонист серииАлекс
Антагонист серииЧёрный Барон
Чёрный Барон похищает Супер4. Но внезапно оказывается, что вместо Алекса был похищен Акулья Борода, от чего Алексу приходится объединиться с пиратами, чтобы те помогли Алексу спасти своих друзей, а он помог им спасти своего капитана.

### 22. Спящий Друг
Протангонист серииТвинкл
Антагонист серииотсутствует
Твинкл случайно усыпляет Алекса, когда тот дрался с драконом. Единственное решение проблемы — заставить лягушку поцеловать Алекса

### 23. Вопреки Гравитации
Протангонист серииТвинкл
Антагонист серииотсутствует
Король Кендрик намеревается наградить медалью лидера Супер4, но оказывается, что у Супер4 нет лидера, от чего друзья решают провести гонку, где победивший станет лидером команды. Внезапно гонку выиграла Твинкл, а Доктор X экспериментируя со своим новым изобретением, случайно отключает гравитацию в округе.

### 24. Осада
Протангонист серииДжин, Твинкл и Пришелец
Антагонист серииЧёрный Барон и Форшезак
Чёрный Барон с помощью Форшезака делает осаду на Кингсленд, в результате чего Джин, Твинкл и Пришелец попадают в картины, а Руби и Алекс отражают атаку войск Барона. Двум противоположностям с разными мнениями об магии приходится объединиться, чтобы выбраться из картин и победить Чёрного Барона.

### 25. Голод не тётка
Протангонист серииАлекс
Антагонист серииЧёрный Барон, Райпен и Чёрный Колосс
Супер4 попадает в ловушку Людоеда и те пытаются как-то его заставить не есть их, при этом, супер4 также по иронии судьбы сталкиваются с армией Чёрного Барона.

### 26. Металлический Век
Протангонист сериинеопределённый
Антагонист серииКоролева Роботия
Доктор X собирается сделать тематический парк в стиле средневековья, но роботы начинают себя считать настоящими рыцарями и королевой, от чего те начинают запирать жителей Барнаула в темницы, считая их злыми колдунами.

### 27. Ваше желание — закон
Протангонист сериитехнически, Флоппи
Антагонист серииБаба Кара, Ведьмы и Тролли
Супер4 спасает эльфа по имени Флоппи, от чего тот в благодарность начинает исполнять желания каждого участника команды, первоначально четвёрке нравилось это, но когда Флоппи совершено случайные заявления начал принимать за желания, те решили, чтобы он отвязался, а для этого нужно, чтобы Флоппи в ответ спас Супер4.

### 28. Золотая волшебная палочка
Протангонист серииТвинкл
Антагонист серииКоролева Фей
Твинкл запрещено появляться на конкурсе фей, потому что её изгнала Королева по причине того, что Твинкл её частично превратила в лягушку по случайности. От чего Твинкл приходится появляться на конкурсе под псевдонимом Мисс Загадка.

### 29. Обратный отчёт
Протангонист серииАлекс
Антагонист серииАкулья Борода
Акулья Борода случайно поджигает фитиль, и если он догорит, весь пороховой остров взорвётся. Но Алекс, с помощью нового изобретения Джина, вовремя остановит взрыв, даже если придётся отправится в прошлое

### 30. Книга Заклинаний в опасности
Протангонист серииТвинкл
Антагонист серииотсутствует
Твинкл случайно ломает свою волшебную палочку, от чего Супер4 приходится идти к Главной Фее, чтобы та сделала новую. Главная Фея уходит за древесиной, при этом оставляя Твинкл охранять книгу заклинаний. По иронии судьбы, появляется дракон и проглатывает книгу

### 31. Морковка и старые кружева
Протангонист серииРуби
Антагонист серииотсутствует, технически, две ведьмы из серии
Руби находит карту сокровищ, которая приводит к двум феям. Оказывается, Феи все время были ведьмами и они каждого встречного превращают в кроликов

### 32. Молчание статуи
Протангонист серииТвинкл
Антагонист серииАкулья Борода
Акулья Борода собирался украсть статую Королевы Фей, но та начала всех превращать в каменные статуи.

### 33. Пророчество
Протангонист серииРуби
Антагонист серииотсутствует, технически мистерио
Супер4 случайно попадает к племени мистерио, и те начали поклоняться Руби, как богине, при этом, на самом деле, мистерио пытаются принести Руби в жертву.

### 34. Пиратская честь
Протангонист серииРуби
Антагонист серииАкулья Борода
Руби обвиняют в краже броши Королевы Фей, и ей не верят даже друзья. Руби приходится зачищать своё доброе имя.

### 35. Белый Кролик
Протангонист серииПришелец
Антагонист серииФоршезак
Алекс пропадает по вине Форшезака, друзья Алекса считают, что Форшезак прерватил Алекса в кролика, но на самом деле, Форшезак устроил хитрую ловушку для Главной Феи. Форшезака способен раскусить только Пришелец.

### 36. Курица,несущая золотые яйца
Протангонист серииРуби
Антагонист серииАкулья Борода
Руби хватает золотое яблоко, от чего она приобрела способность прикосновения Мидаса. Руби с новой способностью хочет похвастаться Акульей Бороде и стать, по её мнению, настоящим пиратом.

### 37. Джин — учёный с Барнаула, часть первая
Протангонист серииДжин (вместе с Ленни)
Антагонист серииГлавный Компьютер
Серия происходит до основных событий мультсериала. Барнаул — авторитарный город, где по мнению людей правит Доктор X, но на деле, истинным правителем Барнаула является главный компьютер — злой робот, который все время обманывал жителей Барнаула, что за куполом города не существует жизни. При этом, репутацию робота могут в любой момент разрушить Джин вместе со своим роботом-помощником Ленни, которые слышали за пределами Барнаула звуки живых существ

### 38. Джин — учёный с Барнаула, часть вторая
Протангонист серииДжин (вместе с Ленни)
Антагонист серииФоршезак
Джин сбегает из Барнаула на созданной им же машине «Хамелеон». Он с Ленни попадает в Кингсленд и он там знакомится с королём Кендриком и его свитой — его рыцарями Сэром Гаретом и Сэром Арчибальтом, а также его придворным волшебником Форшезаком. Знакомство продлилось недолго, ведь на Кингсленд напал дракон, а принца Алекса нет дома (на что и жаловался Гарет). Джин же догадывается, что нападение дракона спровоцировал Форшезак.

### 39. Джин — учёный с Барнаула, часть третья
Протангонист серииДжин (вместе с Ленни)
Антагонист сериитехнически, Главный Компьютер
Джин забревает на Зачарованный Остров и находит там фею и троих эльфов. Оказывается, у феи тролль забрал волшебную палочку. Джин и Ленни будут пытаться забрать палочку обратно, хотя они в волшебность этой палочки вообще не верят.

### 40. Джин — учёный с Барнаула, часть четвёртая
Протангонист серииДжин (вместе с Ленни)
Антагонист серииГлавный Компьютер
Джин возвращается в родной город, но с ужасом узнает, что Главный Компьютер заморозил всех его жителей, так как они начали вслед за Джином узнавать правду. Джин и Ленни ручаются помощью Доктора X, которого они разморозили и намереваются уничтожить компьютерного тирана.

### 41. Гнев дракона
Протангонист серииРуби
Антагонист серииЧёрный Барон и Баба Кара
Баба Кара превратила Руби в дракона, а Чёрный Барон хочет поймать и приручить такого дракона, чтобы совершить очередное нападение на Кингсленд. Супер4 пытается спасти подругу из лап Барона.

### 42. Противоположности
Протангонист серииДжин
Антагонист серииПротивоположности
Доктор X опять пытается что-то изобрести. На этот раз он делает Клон-Машину и пытается клонировать Супер4, но машина ломается и из неё выходят полные противоположности главных героев, которые пошли бесчинствовать на разных островах от лица Супер4.

### 43. Всё, что блестит
Протангонист серииРуби
Антагонист серииАкулья Борода
Руби отправляется в секретную пещеру, спрятанную на пороховом острове. Очевидно же, что в этой пещере спрятаны сокровища

### 44. Давайте будем поволшебнее
Протангонист серииТвинкл
Антагонист серииБаба Кара
Баба Кара стреляет заклинанием в Твинкл, от чего она начала улетать и единственное, что её спасёт — волшебный мёд, который хранит Королева Фей, а как специально в замке Королевы начался день закрытых дверей.

### 45. Злой Эльф
Протангонист серииРуби
Антагонист серииБаба Кара
Баба Кара превращает эльфа Флоппи в злобное существо, которое высасывает краски Зачарованного острова своей волшебной кисточкой.

### 46. Повелительница Единорогов
Протангонист серииАлекс
Антагонист серииБезымянная ведьма
Одна ведьма, бывшая фея из-за того, что её никто не любил стала ненавидеть любовь, а всех влюблённых превращать в единорогов. Однажды, такая судьба достигла возлюбленного феи Изабеллы — рыцаря Стефана. Супер4 идут к ведьме, пытаясь сделать её вновь доброй.

### 47. Робот в стране фей
Протангонист серииТвинкл
Антагонист сериинеопределённый
Джин специально затаскивает робота Чистюлю на Зачарованный Остров, чтобы помочь Твинкл убраться в замке Королевы для праздника. Но давно известно, что технологии с магией не ладят и все пошло наперекосяк.

### 48. Начало, часть первая
Протангонист серииАлекс
Антагонист сериинеопределённый
Серия происходит до событий основного сериала. Алексу надоело слушать от Сэра Гарета нотации об будущем принца, где ему надо сесть на престол и он отправляется в самобытное приключение, находя неизвестное существо, которому он дал имя Пришелец

### 49. Начало, часть вторая
Протангонист серииАлекс
Антагонист серииКоролева Фей
Алекс ищет затерянный мир, где по направлению Пришельца сейчас происходит разруха, но он случайно попадает на Зачарованный остров и встречает фею Твинкл, которой хотят забрать волшебную палочку и оторвать крылья сама Королева Фей, которая была частично превращена в лягушку, вместе с двумя троллями.

### 50. Начало, часть третья.
Протангонист серииАлекс
Антагонист серииАкулья Борода
Сбежав из Зачарованного острова, Алекс, Твинкл и Пришелец находят пиратку Руби, которую хочет запулить из пушки Акулья Борода.

### 51. Начало, часть четвёртая
Протангонист серииАлекс
Антагонист серииТираннозавр Рекс
Алекс вместе со своими новыми друзьями попадает в Затерянный Мир, но на порог случайно встаёт неизвестная машина, которую, оказывается, управлял агент и учёный с Барнаула по имени Джин. Команда в полном составе идёт в затерянный мир спасать племя мистерио от тирании Тираннозавра Рекса.

### 52. Перемирие
Протангонист серииТвинкл
Антагонист серииЧёрный Барон, Форшезак и Баба Кара
Чёрный Барон заключает мир с колдуном Форшезаком и ведьмой Бабой Карой для того, чтобы напасть на фей. Супер4 пытается остановить это

### 1. Специальные захватчики
Протангонист серииДжин
Антагонист серииСайкрониор
Супер4 отправляется на Пороховой Остров, но не видят там никого. Вдруг, внезапно появляются инопланетяне и начинают стрелять в главных героев, при этом заявляя, что они пришли с миром. Джин же радуется инопланетным гостям, почём зря, ведь космический император Сайкрониор прибудет на планету Земля с минуты на минуту.

### 2. Похитители фей
Протангонист серииАлекс
Антагонист серииСайкрониор
Феи начинают себя вести странно, даже Твинкл. Супер4 знает же, что в этом как то замешаны их новые космические враги.

### 3. Миграция пришельцев
Протангонист серииПришелец
Антагонист серииотсутствует
Племя мистерио мигрирует. Но как так Пришелец — тоже мистерио, он начинает себя вести странно. Также супер4 встречает непонятного авантюриста, который не похож ни на одного жителя какого либо из островов — Рок Брок.

### 4. Саботаж
Протангонист серииДжин и Твинкл
Антагонист серииБаба Кара
Доктор X бросает вызов Королеве Фей и устраивает конкурс, в итоге которого выяснится, какой остров лучше — Барнаул или Зачарованный Остров. При этом, Баба Кара хочет саботировать конкурс. Джину и Твинкл, не смотря на противостояние их родных островов, придётся объединиться, чтобы сразить ведьму.

### 5. Зажги мой огонь
Протангонист серииТвинкл
Антагонист серииЧёрный Барон
Чёрный Барон пытается притвориться добрым, заставляя Форшезака сделать ненастоящего дракона, но дракон вышел настоящим, а Чёрный Барон был превращен в кролика.

### 6. Акулья Руби
Протангонист серииРуби
Антагонист серииАкулья Борода
Руби пытается доказать, что она гораздо лучше, чем Акулья Борода.

### 7. Сэр Чистюля
Протангонист серииАлекс
Антагонист серииЧёрный Барон
Чёрный Барон крадёт Чистюлю и нападает на Кингсленд. Но Супер4 использует прототип Чистюли для победы над Бароном.

### 8. Горько-сладкое сокровище
Протангонист серииРуби
Антагонист серииАкулья Борода
Руби находит проклятый амулет. Акулья Борода крадёт же амулет и это устраивает героев. Но они начинают понимать, что Пороховому Острову может не поздоровиться от такого амулета.

### 9. Давайте будем рациональными
Протангонист серииДжин
Антагонист серииБаба Кара
Доктор X из-за трусости бросает свою помощницу Магду прямо к лапам Бабы Кары. Супер4 же будут спасать помощницу учёного.

### 10. Проблема с пузырями
Протангонист серииТвинкл
Антагонист серииСайкрониор
Твинкл, спасая Алекса и Руби от Сайкронцев, случайно их заточила в пузыре. Теперь рыцарю и пиратке приходится как-то внутри пузыря справляться с инопланетными войсками.

### 11. Летающая Акула
Протангонист сериитехнически, Франц
Антагонист серииАкулья Борода
Акулья Борода похищает учёного из Барнаула по имени Франц. Теперь, используя его интеллект, корабль Акульей Бороды становится непобедимым. Супер4 должны остановить сверхтехнологичных пиратов и спасти бедного Франца.

### 12. Зачарованные Джунгли
Протангонист серииТвинкл
Антагонист серииБаба Кара
Королева Фей вместе с супер4 и Рок Броком отправляется в Затерянный Мир искать дух Первой Феи, которая может исполнить желание Королевы перестать быть лягушкой. Но Баба Кара тоже хочет найти дух Первой Феи, чтобы стать самой могущественной ведьмой в мире.

### 13. Слюни малыша дракоши
Протангонист серииТвинкл
Антагонист серииБаба Кара
Все феи, включая Твинкл, заболевают. Единственное, что их вылечит — слюна детёныша дракона.

### 14. Не лезь не в свою пещеру.
Протангонист сериинеопределённый
Антагонист серииТираннозавр Рекс
Тролли копали себе пещеру, но не ожидали, что докопаются до самого Затерянного Мира. Теперь троллей терроризирует Тираннозавр, а Супер4 должна разобраться с этим.

### 15. Безумный-Безумный Мир
Протангонист сериинеопределённый
Антагонист серииРок Брок
Рок Брок находит в Затерянном Мире посох, заточенный в камень. Рок Брок вытаскивает его, почём зря. Ведь этот посох — сердце мира и если он не на своём месте, поведение и личности жителей островов меняется, а сам Рок Брок становится страшным злодеем. Супер4 должны вернуть посох на место.

### 16. Лабиринт Страхов
Протангонист серииТвинкл
Антагонист серииотсутствует
Супер4 попадает в лабиринт страхов и теперь им надо как-то их перебороть.

### 17. Добро пожаловать в джунгли
Протангонист серииДжин
Антагонист сериитехнически, мистерио
Джин помогает Рок Броку в проведении ТВ шоу об Затерянном Мире, но обоих персонажей хватают в плен мистерио и собираются их съесть. Алекс, Руби и Твинкл идут спасать своего друга и чудаковатого авантюриста.

### 18. СуперПятёрка
Протангонист сериитехнически, Леонора
Антагонист серииАкулья Борода
Леонора решает присоединиться к Супер4. Выйдет ли из этого что-то хорошее, известно только Богу.

### 19. Логика и Магия
Протангонист серииТвинкл и Джин (первая половина серии)
Антагонист серииТвинкл и Джин (вторая половина серии)
Твинкл надоело быть бесполезной, от чего та хочет стать умной, подобно Джину. Джин изобретает устройство, повышающее интеллект, но Твинкл от такого изобретения становится не только умной, но и ещё злой. Твинкл использует устройство и на Джине, от чего тот тоже становится злым и Супер4 раскалывается на две части. Руби и Алекс должны вернуть все как было.

### 20. Тёмный Единорог
Протангонист сериинеопределённый
Антагонист сериинеопределённый, можно посчитать Чёрного Барона или Форшезака
Объявляется тёмный единорог, который вызывает ужас у фей. Пока Супер4 идут избавляться от тёмного единорога, между Кингслендом и Зачарованным Островом в любой момент может возникнуть война.

### 21. Рикки Риктус
Протангонист серииРуби
Антагонист серииРикки Риктус
Супер4 находит шкатулку с эльфом, который обещает исполнить три желания команды, но Супер4 не понимают, что этот эльф — злодей по имени Рикки Риктус и он устраивает ловушку для главных героев, заточая одного за другим в шкатулку. Смогут ли герои победить злодея?

### 22. Юбилей Короля
Протангонист серииАлекс
Антагонист серииЧёрный Барон
Король Кендрик празднует юбилей. А нет, не празднует, ведь золотой чайник пропал. Пока Рок Брок пытается как детектив искать чайник, супер4 идут искать виновника.

### 23. Коробка с игрушками
Протангонист сериинеопределённый
Антагонист серииСайкрониор
Супер4 похищают сайкронцы. Оказывается, их похитили для игры с племянником Сайкрониора: Сайкроджуниором 1/2. При этом, дядя ребёнка собирается направить метеорит на Землю. Супер4 надо как-то остановить метеорит, но капризный Сайкроджуниор не хочет отпускать свои игрушки.

### 24. Самый быстрый
Протангонист серииРуби
Антагонист серииСайкрониор
Начинается вековое событие — большая гонка где участвуют самые разные люди: капитан пиратов Акулья Борода, чудаковатый авантюрист Рок Брок, верный рыцарь Кендрика Сэр Гарет, правитель Зачарованного Острова Королева Фей, Мистерио-Шаман и правитель Барнаула Доктор X. Победителю гонки выдают алмазный кубок, а алмаз — важный ингредиент для супер пушки сайкронцев. Поэтому один из участников гонки на деле является сайкронцем-шпионом. Руби должна выяснить, кто из участников гонки является шпионом, пока гонка не кончилась.

### 25. Супериор
Протангонист серииАлекс
Антагонист серииСупериор
Сайкронцы похищают Руби, Сэра Гарета, фею Донеллу, Магду и Мистерио-Шамана. Попав в корабль к сайкронцам, Твинкл, Алекс и Джин узнают, что они были похищены Сайкрониором, чтобы создать супер солдата Супериора. Только сайкронцы начинают поклоняться Супериору больше, чем Сайкрониору, от чего Супер4 вместе с Гаретом, Магдой, Донеллой, Мистерио-Шаманом и Сайкрониором оказываются в импровизированной темнице. Персонажам придётся объединить силы, чтобы победить нового тирана

### 26. Рыцарская вечеринка
Протангонист серииДжин
Антагонист серииЧёрный Барон
Леонора в свою честь устраивает бал и Твинкл в качестве своего танцевального партнёра выбирает Джина. Но Джин не умеет танцевать, от чего ему приходится изобретать специальные танцевальные туфли. Тем временем, Чёрный Барон крадёт короля Кендрика, чтобы подстроить его спасение, чтобы Кендрик дал разрешение Барону жениться на Леоноре.

### 27. Супер Джин
Протангонист серииДжин
Антагонист серииЧёрный Барон, Райпен и Чёрный Колосс
Чёрный Барон ловит супер4 в ловушку, но Джин и Твинкл сбегают. Теперь им придётся спасти Алекса и Руби. Тем временем, Твинкл грубит Райпену, от чего тот по рыцарскому кодексу должен вызвать обидчика на дуэль, но при этом, Твинкл — девушка, поэтому Райпен не имеет право вызывать её на дуэль, от чего на дуэли придётся появится Джину.

### 28. Телохранители
Протангонист серииАлекс
Антагонист серииБаба Кара
У принцессы Леоноры день рождения, но вместо того, чтобы радоваться, король Кендрик обеспокоен. Ведь, когда Леонора родилась, он забыл пригласить Бабу Кару (судя по его словам) и теперь он боится, что Баба Кара придёт отомстить. Супер4 теперь будут охранять принцессу любой ценой.

### 29. Твинкл — королева пиратов
Протангонист серииРуби, Твинкл
Антагонист серииАкулья Борода
Акулья Борода заявляет, что Твинкл — королева пиратов, изображённая на картине и теперь она вынуждена помогать пиратам грабить.

### 30. Поэтическая вечеринка
Протангонист серииАлекс
Антагонист серииотсутствует
В Кингсленде Леонора устраивает конкурс чтецов. Проблема в том, что любое слово, что произнесёт человек на конкурсе — воплощается в жизнь.

### 31. СуперТройка
Протангонист серииТвинкл
Антагонист серииСайкрониор
У Твинкл наконец-то получается превратить Королеву Фей обратно в фею. Но теперь есть нюанс — Твинкл объявляют как члена свиты Королевы и она не может покинуть пределы Зачарованного Острова. Поэтому Супер4 переформируется в Супер3, и теперь им надо как-то решить проблему с надвижением сайкронцев.

### 32. Спасение пирата Акульей Бороды
Протангонист серииРуби
Антагонист серииАкулья Борода
Акулья Борода шантажирует Руби, чтобы она помогла ему вернуть его корабль.

### 33. Небо падает
Протангонист серииДжин
Антагонист серииСайкрониор
Жители Кингсленда замечают на небе падающий объект. Сэр Ульф заявляет, что это Звёздный Дракон (но это заявление сразу опровергает Твинкл, ведь она заявляет, что Звёздные Драконы — вегетарианцы); Джин заявляет, что это метеорит; Форшезак же заявляет, что это начало конца света и начинает сильно паниковать. Жители Кингсленда, включая Кендрика и его свиту (кроме Сэра Арчибальта, который спрятался в шкафу от страха) решили принять версию Форшезака и мигом эвакуируются с замка. Но Супер4 принимает версию Джина и решает найти причину, почему метеорит падает именно на замок.

### 34. Юрское Сафари
Протангонист серииДжин
Антагонист сериидинозавры
Рок Брок и Франц устраивают для четвёрки и Доктора X сафари в Затерянном Мире. Но когда за такое серьёзное дело сажаешь непутевого авантюриста и так себе учёного, всегда жди беды.

### 35. Смех фей
Протангонист серииТвинкл
Антагонист серииФоршезак
Форшезак хочет быть единственным магом в мире, поэтому он и похищает смех у фей, но он забыл смех Твинкл. Смех случайно попадает в рыцарей Кингсленда и те могут в любой момент умереть от смеха.

### 36. В погоне за хамелеоном
Протангонист серииРуби
Антагонист серииАкулья Борода
Акулья Борода угоняет Хамелеон Джина, а Супер4 в ответ угоняют корабль Акульей Бороды.

### 37. Разыскивается Рок Брок
Протангонист сериитехнически, Рок Брок
Антагонист серииэльф
Рок Брок любит встревать в проблемы, но теперь он висит на волоске от смерти. Один Эльф подумал, что Рок Брок сломал его горшок (на самом деле, горшок разбил Форшезак по случайности) и теперь Эльф объявляет охоту на Рок Брока. Но Супер4 всегда защищает своих друзей

### 38. Двигайся
Протангонист серииРуби
Антагонист серииЧёрный Барон
После того, как между Зачарованным Островом и Кингслендом поставили Робота-пограничника, в мире стало происходит странные вещи. Острова начали ссорится, а Джин пропал. Замешан ли в этом Чёрный Барон?

### 39. Серая Магия
Протангонист серииТвинкл
Антагонист серииФоршезак
Форшезак хочет полного контроля над магией, поэтому он учится особой магии — серой магии. Только перемирие между феями и ведьмами может победить непобедимого колдуна.

### 40. Принцесса Руби
Протангонист серииРуби
Антагонист серииЧёрный Барон
Руби на время становится принцессой. Теперь Чёрный Барон делает новый план по захвату Кингсленда — он пытается жениться на Руби.

### 41. Супер Злодеи
Протангонист серииДжин
Антагонист серииПротивоположности
Когда Меч Силы активируется Кендриком, его свет доходит прям до Барнаула. От чего изобретения Доктора X стали барахлить, в том числе и его клон-машина, которая активируется, от чего Противоположности воскресают и теперь идут мстить.

### 42. Дудочник из Королевства
Протангонист сериитехнически, Форшезак
Антагонист серииотсутствует
Форшезак — потомственный маг и дудочник. При совмещении этих вещей, он спасает Кингсленд от нашествия кроликов. Форшезак стал думать, что он вместе с Супер4 зарыл топор войны и стал их другом. При этом, Супер4 пусть и нравится факт исправления Форшезака, им немного его компания не нравится.

### 43. Мы пришли с миром
Протангонист сериинеопределённый
Антагонист серииСайкрониор
Сайкрониор начинает переговоры с лидерами разных островов — королём Кендриком, капитаном Акульей Бородой, Королевой Фей и Доктором X. Правители считают, что Сайкрониор предлагает мир, но на деле Сайкрониор всех усыпляет и теперь Супер4 должны спасти своих правителей, пусть с некоторыми из них у них напряжённые отношения.

### 44. Романтика Опала
Протангонист серииТвинкл
Антагонист серииБаба Кара
Доктор X изобретает Супер Чистюлю X, но он его не смог даже протестировать, тупо из-за того, что он потребляет невыносимое количество энергии. Доктор X решает использовать магический опал Королевы Фей в качестве топлива, но Королева не хочет отдавать опал и ссорится с Доктором. Супер4 решают помирить правителей, но в итоге случается так, что Королева Фей и Доктор X влюбляются в друг друга.

### 45. Миры врозь
Протангонист сериинеопределённый
Антагонист серииСайкрониор
Сайкрониор нападает на все острова одновременно, обосновывалась в Затерянном Мире. Супер4 разделяются, чтобы каждый спасал свой остров. Джин идёт спасать Барнаул, Твинкл идёт спасать Зачарованный Остров, Алекс идёт спасать Кингсленд, а Руби идёт на помощь Пороховому Острову.

### 46. Сердце Рыцаря
Протангонист серииАлекс
Антагонист серииСайкрониор
Сайкрониор нападает на Кингсленд и пытается его захватить. Тем временем, Алекс крепко спит и ему снится сон, где он защищает Кингсленд от Чёрного Колосса.

### 47. Супер Рок
Протангонист серииРок Брок
Антагонист сериимистерио и гориллы
Мистерио объединяют силы с гориллами и они собираются захватить Затерянный Мир. Также они хватают в плен СуперЧетвёрку, но оставив Пришельца на свободе. Пришельцу придётся заручатся помощи у того, у кого помощь захочешь попросить в самую последнюю очередь — Рок Броку.

### 48. Истина далеко там
Протангонист серииДжин
Антагонист серииСайкрониор
Супер4 и сайкронцы находят открытую червоточину на Зачарованном Острове. Не смотря на опасения персонажей, червоточину сделал Доктор X просто для утилизации мусора.

### 49. Половина и половина
Протангонист сериинеопределённый
Антагонист серииотсутствует
Доктор X делает новое изобретение — телепортёр. Но тестировка прошла безуспешно, ведь Доктор X делится на две половины на молекулярном уровне и теперь его ноги в каком-то опасном месте.

### 50. Пиратский вирус
Протангонист серииРуби
Антагонист серииоборонительные системы Барнаула
Роботы стали считать, что Акулья Борода ведёт себя как вирус и решили его уничтожить. Супер4 должны помочь своему врагу доказать роботам, что он не вирус.

### 51. Все вместе теперь, часть первая
Протангонист сериинеопределённый
Антагонист серииСайкрониор
Супер4 оказываются в непонятном месте, которое имеет черты Кингсленда, Зачарованного Острова, Барнаула, Порохового Острова и Затерянного Мира одновременно. При этом, дома в большинстве своём пусты, а по улицам бегают обеспокоенные велоцирапторы. Оказывается, это место — стеклянный шар Сайкрониора, он уменьшил главных героев и поместил их в стеклянный шар, чтобы ему не мешали захватить Землю. При этом, Супер4 оказывается не одни. В стеклянном шаре также оказываются Чёрный Барон, Баба Кара, Акулья Борода и Доктор X. Теперь персонажам придётся объединить силы, чтобы выбраться из стеклянного шара.

### 52. Все вместе теперь, часть вторая
Протангонист серииТвинкл
Антагонист серииСайкрониор
У Твинкл получается выбраться из стеклянного шара, теперь она должна помочь своим друзьям и бывшим врагам тоже выбраться. При этом, коммуникацию в таком случае держать очень сложно, от чего остальные сообщают Твинкл о чём то только через язык жестов. Твинкл должна освободить всех из шара, чтобы герои смогли одолеть Сайкрониора раз и навсегда.